# 쿠치쥐
쿠치쥐(Cremnomys cutchicus)는 쥐과에 속하는 설치류의 일종이다. 인도에서 발견되며, 안드라프라데시 주와 비하르 주, 구자라트 주, 자르칸드 주, 카르나타카 주, 라자스탄 주에서 널리 분포한다.